# Johanna von Isser Großrubatscher

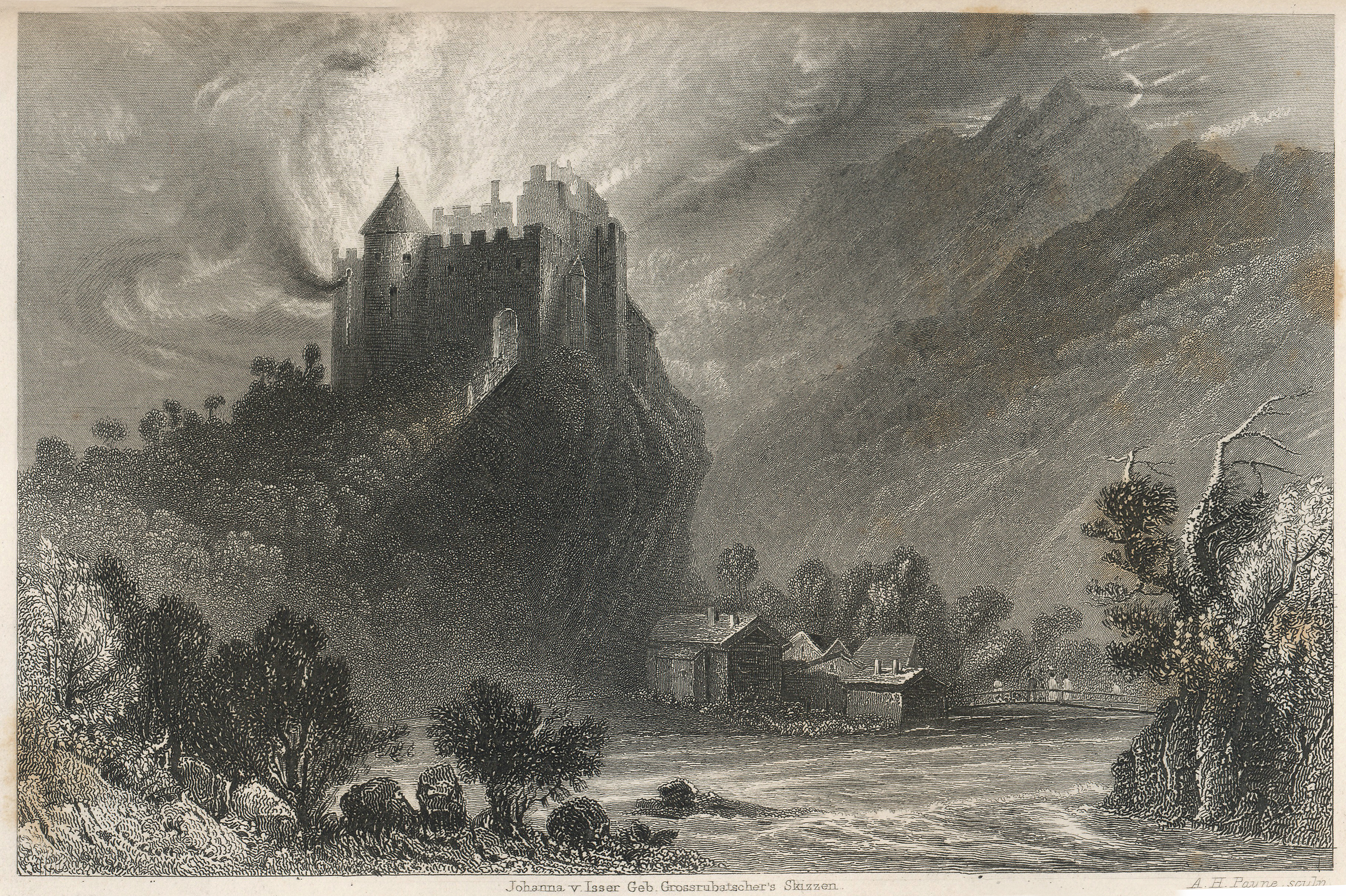
Kastelbell in einer Ansicht von Johanna von Isser Großrubatscher um 1830

Johanna von Isser Großrubatscher (* 27. Dezember 1802 in Neustift bei Brixen; † 25. Mai 1880 in Innsbruck; auch Johanna Isser von Gaudententhurn, Geburtsname: Johanna Maximiliana Großrubatscher) war eine österreichische Zeichnerin und Schriftstellerin.

## Biographie
Sie war Tochter von Caspar Großrubatscher, einem ladinischen Pfleger. Sie wuchs in Meran auf und lernte bei den Malern J. Kapeller und Makart, einem Onkel des späteren Wiener Malers Hans Makart. 1828 heiratete sie Johann Isser von Gaudententhurn, der in verschiedenen Orten Tirols (Riva, Lavis 1830, Steniko, Pergine und zuletzt 1835–1850 Cavalese) als Landrichter tätig war. Johanna wurde Mutter von sieben Kindern. Nach dem Tod ihres Mannes lebte sie in Salzburg, dann in Innsbruck.
Bereits mit 21 Jahren hatte sich Johanna Großrubatscher mit detailgetreuen Burgenansichten aus dem Burggrafenamt und Vinschgau einen Namen als begabte und patriotische Künstlerin gemacht. Der neugegründete Verein des vaterländischen Museums (Ferdinandeum) beauftragte sie 1823 mit der getreuen Abzeichnung der Portale von Schloss Tirol und Zenoburg. Joseph von Hormayr hatte die Portale des Tiroler Stammschlosses in den Freiheitskriegen zum „Heiligtum des Landes“ erkoren. Die Zeichnungen sollten bedeutende Denkmäler des Mittelalters für spätere Analysen durch Altertumsforscher sichern. In den folgenden Jahrzehnten weitete die inzwischen verheiratete Johanna ihre zeichnerische Bestandsaufnahme auf die Burgen des gesamten damaligen Tirol vom Inntal bis zum Gardaseegebiet und auf benachbarte Gebiete wie Liechtenstein, Vorarlberg und Baden-Württemberg aus.
Diese Blätter gelangten später zum Großteil in die Sammlungen der Österreichischen Nationalbibliothek in Wien und des Tiroler Landesmuseums (Ferdinandeum) in Innsbruck. Sie gelten bis heute als bedeutende Quelle für die lokale Burgenforschung.
Die Burgenansichten haben neben ihrer Detailtreue auch volkskundlichen Wert, da die Zeichnerin häufig zur Belebung wie auch zur Charakterisierung der Gegend kleine Genreszenen, zumeist arbeitende Menschen, in die Darstellungen einbezog. Vor allem stellen sie vom romantischen Zeitgeist geprägte Stimmungsbilder dar, getragen von Naturempfinden und sehnsuchtsvoller Rückbesinnung auf das Mittelalter.
Die etwa 400 Ansichten von Burgen und Schlössern Tirols verwendete später der englische Landschaftsmaler Thomas Allom (1804–1872) als Vorlagen für seine Gemälde und vor allem Stahlstiche. Die Stahlstiche erschienen in Heftfolgen in London und machten so „Johanna von Isser Großrubatscher“ auch international bekannt. Die historischen und topografischen Erläuterungen fertigte Joseph Freiherr von Hormayr (1782–1848).
Neben Thomas Allom benutzten weitere englische Künstler wie Samuel Lacey, T. Barbor, William Taylor und Henry Winkles die akribischen Zeichnungen Johanna Großrubatschers als Vorlage. Andere wie J. Lacey, Albert Henry Payne (1812–1902), Robert Sands und T. Outhwarte nahmen sich teilweise die von Thomas Allom gefertigten Zweitwerke zum Vorbild.
Die vielseitige Frau verfasste mit Belladonna auch einen Operntext. Ignaz Vincenz Zingerle verarbeitete in seiner Novelle „Johanna“ einige Teile aus ihrem Leben.

## Werke

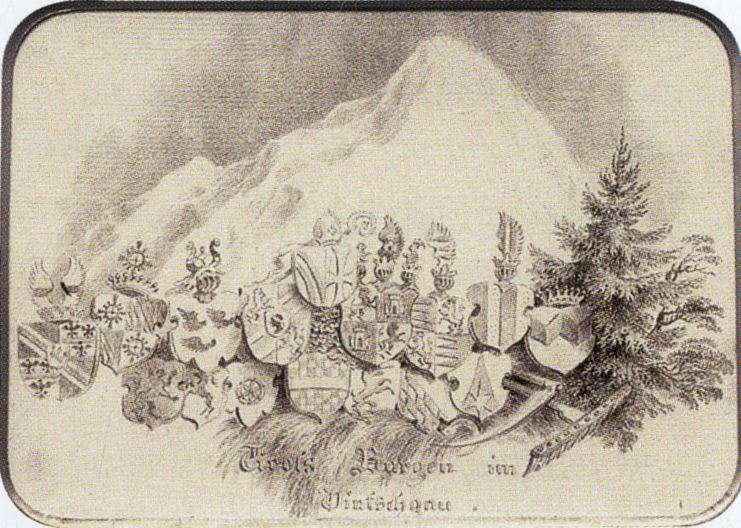
Der Ortler in einer Zeichnung von Großrubatscher

- ca. 400 sehr genau gezeichnete Burgenbilder (Stahlstiche von Thomas Allom auf Wunsch des Verlegers verändert)
- Ansichten von Tirol, Text: Josef von Hormayr (Text vom Verlag verändert), London 1835
- Ein Leben, Erzählung
- Bella Donna, Operntext
- Die Frauen von Sonnenburg, historischer Roman
- Thomas Allom: Views in the Tyrol. Drawings by T. Allom, after Original Sketches by Joanna V. Isser geb. Grossrubatscher, with Letterpress Descriptions by a Companion of Hofer [i. e. Josef Freiherr von Hormayr]. London 1836. Englisch.
- Tombleson's Ansichten von Tyrol, nach T. Allom´s Zeichnungen, und Johanna v. Isser geb. Grossrubatscher’s Skizzen. London um 1835, Deutsch.

## Sonderausstellungen
- Die Burgenzeichnerin Tirols. Johanna von Isser Großrubatscher (1802–1880), Schloss Tirol, 2. Juli bis 30. November 2010.